# School of Comedy
School of Comedy é uma série de TV do Reino Unido de 2009, do gênero comédia dirigida por Dewi Humphreys.

## Elenco
- Will Poulter
- Bill Milner
- Jack Harries
- Evie Henderson
- Max Brown
- Ella Ainsworth
- Lilly Ainsworth
- Phoebe Abbott
- Hector McCormick
- Charlie Wernham
- Olivia Archer-Deakin
- Joseph Taylor
- Grace Vance
- Africa Nile
- Finn Harries

## Referência
http://m.imdb.com/title/tt1450002/